# Glycine arenaria
Glycine arenaria är en ärtväxtart som beskrevs av Mary Douglas Tindale. Glycine arenaria ingår i släktet sojabönor, och familjen ärtväxter. Inga underarter finns listade i Catalogue of Life.